# Javier de Borbón-Parma
Francisco Javier Carlos María de Borbón-Parma y Braganza (Villa Borbón del Pianore, 25 de mayo de 1889 - Coira, 7 de mayo de 1977) fue un noble europeo de la Casa de Borbón-Parma. Entre los años 1936 y 1975 fue pretendiente del carlismo español, inicialmente con el título de regente, y a partir de 1952 con el de rey (Javier I). También fue duque de Parma y Plasencia entre 1974 y 1977.

## Biografía

### Primeros años
Nació en Villa Pianore, cerca de Viareggio, en Italia, el 25 de mayo de 1889. Era el segundo hijo del segundo matrimonio de Roberto de Borbón-Parma y Borbón, infante de España y duque de Parma, y la infanta María Antonia de Braganza. Era primo hermano del pretendiente carlista Jaime. Sus abuelos maternos eran el rey Miguel I de Portugal y la princesa Adelaida de Löwenstein-Wertheim-Rosenberg. 
Cinco días después de nacer, fue bautizado por el arzobispo de Lucca, siéndole impuesto el nombre de Javier en recuerdo del santo patrón de Navarra por deseo de su padre, que había combatido en la Tercera Guerra Carlista. A su bautizo asistieron la esposa del entonces pretendiente carlista al trono, Carlos de Borbón y Austria-Este, y su hijo Jaime (que a la muerte de su padre pasará a ser el pretendiente Jaime III). Fue su padrino de bautismo el propio Carlos, representado por su hijo, el príncipe Jaime, quien sostuvo a su primo en la pila del bautismo.
Pasó su infancia en las posesiones que la familia tenía en Italia y Austria. A los ocho años ingresó en el internado "Stella Matutina" de Feldkirch junto a su hermano Sixto, tres años mayor que él. Realizó sus estudios universitarios en París, en donde obtuvo el título de ingeniero agrónomo y la licenciatura en Ciencias Políticas, terminando sus estudios en 1914.

### Primera Guerra Mundial
Participó en la I Guerra Mundial como oficial de Artillería del ejército de Bélgica, y combatió en los frentes belga, francés e inglés. Él y su hermano Sixto interceden, a petición del entonces papa Benedicto XV, para intentar lograr una paz separada entre el Imperio austrohúngaro (cuya emperatriz, Zita, era hermana suya) y los aliados, sin éxito.

### Guerra civil española
Javier participó activamente en los preparativos de la insurrección que dio comienzo a la guerra civil española, presidiendo una junta suprema militar que proporcionó un gran número de armas a los sublevados. Tras el triunfo, en las elecciones de febrero de 1936, del Frente Popular, estableció contacto con los generales José Sanjurjo y Emilio Mola. Siguiendo las instrucciones de Alfonso Carlos de Borbón, caudillo de la Comunión Tradicionalista, convino en una entrevista con Sanjurjo en Lisboa diferir la resolución del retorno a la monarquía tradicional y legítima hasta la terminación del Movimiento en que estaban empeñados.
Autorizó a las milicias de requetés, por medio de una orden firmada el 14 de julio en San Juan de Luz, a incorporarse a la sublevación, a cuyo triunfo en Navarra contribuyeron decisivamente. El 5 de agosto era nombrado general de División de los Reales Ejército por Alfonso Carlos, quien fallecería el 28 de septiembre de 1936 a consecuencia de las heridas sufridas tras ser atropellado por un camión en Viena. Javier presidió su entierro y juró, ante su cadáver, como nuevo caudillo de la Comunión Tradicionalista con el título de regente. Mantuvo como jefe delegado tradicionalista a Manuel Fal Conde, quien actuaría en su nombre hasta 1955. 
En unas declaraciones a un periodista en San Juan de Luz, dedicó comentarios elogiosos a la figura del general Franco y al Ejército español y negó que la participación de los carlistas estuviese condicionada a una restauración de la monarquía tradicional que propugnaban, afirmando:

Cuando el general Sanjurjo concertó con mi difunto tío la participación de los carlistas en el movimiento que se preparaba, se llegó al acuerdo que mientras la guerra durase y hasta que España no lo pidiese, no llegaría esa restauración. Yo repito eso mismo. Primero y sobre todo, a luchar por España y solo por España; cuando España esté salvada, si el pueblo lo pide, será el momento de pensar en la restauración.

Por ahora, y durante algunos años, un Gobierno militar fuerte que ponga a España a la altura que se merece, y después, si el pueblo cree que nosotros somos la solución, nosotros serviremos a España con toda lealtad desde el Trono.

Tras el destierro de España de Fal Conde en diciembre de 1936, Javier de Borbón-Parma escribió una extensa carta a la Junta Nacional Carlista de Guerra, pidiéndoles que guardasen silencio ante el destierro de su presidente, «para eludir toda responsabilidad en esos perjuicios y evitar cualquier agravación de los mismos». En dicha misiva reconocía que los dirigentes carlistas no perseguían más fin «que el de la mayor eficacia en el servicio de España y en su colaboración al Ejército» y elogiaba a Fal Conde como «el hombre que sufrió persecuciones, cárceles, confiscación de bienes durante la República, y que no contento con esto, comprendió siempre que sólo una preparación y organización militar de la Comunión, junto a una actuación de la parte sana del Ejército, podían salvar a España».
Durante el tiempo que dura la guerra civil española, Javier entró dos veces en España: la primera, el 17 de mayo de 1937, visitó a su hermano Cayetano, alistado en las milicias de requetés con el nombre de Gaetán de Lavardín y herido en los combates desarrollados en torno a Bilbao durante la campaña del Norte. También realizó una visita a los requetés en el frente durante el destierro de Manuel Fal Conde. Tras ello, el príncipe carlista se entrevistó con Francisco Franco, cuando le explicó los motivos de sus discrepancias con el decreto de Unificación y con la resistencia de los carlistas a la construcción del nuevo régimen. Dos días después de la reunión, Javier de Borbón-Parma recibió una misiva en la que se le instaba a abandonar el territorio español en un plazo de veinticuatro horas.
En noviembre de 1937 entró nuevamente en España para declarar expulsados de la comunión carlista a cuantos habían aceptado cargos en el régimen sin su consentimiento, tras el decreto de Unificación de 1937, que fusionaba en un único partido político, FET y de las JONS, a tradicionalistas y falangistas, y para entrevistarse personalmente con Franco para protestar por dicho decreto. Visitó el frente del Norte y Andalucía (Jerez, Sevilla y Granada). En la ciudad de la Alhambra fue donde recibió la orden de abandonar España, decisión por la que nuevamente protestaría personalmente ante Franco. Marchó a Portugal, primero, y a Francia después, fijando su residencia en el castillo de Bostz en 1938. Tras el final de la guerra civil, se dio la paradoja de que el carlismo, facción política que había propiciado el Alzamiento, era perseguido y hostigado por el nuevo régimen (expropiación de bienes, locales y periódicos).

### Segunda Guerra Mundial

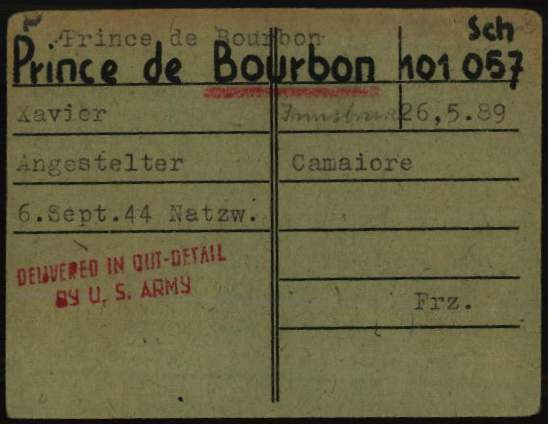
Registro de Javier de Borbón-Parma como prisionero en el campo de concentración nazi de Dachau.

Al igual que hiciera en la I Guerra Mundial, se alistó en el Ejército belga como coronel de artillería tras la invasión nazi del país y realizó gestiones entre el rey Leopoldo III y el presidente francés Paul Reynaud, mientras que su hermano Renato se presentó voluntario para combatir en el Ejército finlandés contra los invasores soviéticos durante la Guerra de Invierno.
Tras la conquista alemana de Francia, se trasladó a San Juan de Luz, permaneciendo allí diez días y, una vez los alemanes llegaron allá, marchó a Pau, desde donde intentó pasar a España, siéndole denegado el paso. Escapó entonces a la zona dirigida por el régimen colaboracionista del mariscal Pétain, conocida como Francia de Vichy. Allí participó en una misión secreta entre el ministro de Asuntos Exteriores británico, Lord Halifax, y el ministro  de Instrucción Pública francés, Jacques Chevalier, para tratar de evitar la posible ocupación alemana de la Francia de Vichy.
En relación con la política española, en julio de 1941 publicó un manifiesto en el que planteaba la regencia como fórmula de transición pacífica de la dictadura militar a la monarquía tradicional. Entre los objetivos que debía realizar la regencia estarían la preparación y convocatoria de unas Cortes verdaderamente representativas y la designación del príncipe de mejor derecho que debería ocupar el trono.
A pesar por su estima por el mariscal Pétain, Don Javier participó en la Resistencia francesa, ocultando a fugitivos antinazis en los bosques de su castillo primero y, más tarde, dirigiendo personalmente un maquis de unos cien partisanos en la región de Allier. Es detenido el 22 de julio de 1944 por los nazis y llevado a Vichy. Permaneció un mes en la cárcel que allí tenía la Gestapo. Allí, fue condenado a muerte acusado de ser «terrorista, comunista y agente inglés». Intercede por él el propio mariscal Philippe Pétain, tras recibir la visita de la esposa de Javier, y pasó a la jurisdicción ordinaria militar, siendo trasladado desde Vichy a la cárcel de Clermont-Ferrand, primero, y al campo de concentración de Struthof-Natzweiler, en Alsacia, después. Estaría allí hasta que el avance de los Aliados provocó la evacuación del campo y el traslado al de Dachau. Allí, tras ser dado por muerto por un médico alemán, le fue hecha una trepanación sin anestesia por un médico judío para curarle de una mastoiditis aguda. Nuevamente fue evacuado de Dachau ante el avance de los Aliados y trasladado a Prax, en el Tirol. Sería finalmente liberado por tropas estadounidenses, procedentes de Italia, el 8 de mayo de 1945, justo cuando terminó en suelo europeo la Segunda Guerra Mundial.

### Oposición al franquismo
Como jefe supremo del carlismo, el 26 de junio de 1950 juró los fueros vascos en el árbol de Guernica. Un año después, en diciembre de 1951, juraba los catalanes en Montserrat. En mayo de 1952, tras ser persuadido de la necesidad de ser nombrado rey por el Consejo Nacional de la Comunión Tradicionalista, aceptó concluir los dieciséis años de regencia siendo proclamado rey de España en Barcelona durante el XXXV Congreso Eucarístico Internacional. Poco después fue expulsado de España. 
La actitud del régimen de Franco en aquellos tiempos hacia los carlistas seguidores de Javier, dirigidos por su jefe delegado, Manuel Fal Conde, era de persecución y desprecio. Situados a la derecha del régimen, que consideraban «totalitario» y «socializante», durante dos décadas mantuvieron su oposición al decreto de Unificación y una fuerte intransigencia política y religiosa, llegando a ser calificados por el general Franco, en declaraciones al diario Arriba en 1955, como «un diminuto grupo de integristas seguidores de un príncipe extranjero, apartados desde la primera hora del Movimiento».

### Colaboración con el franquismo

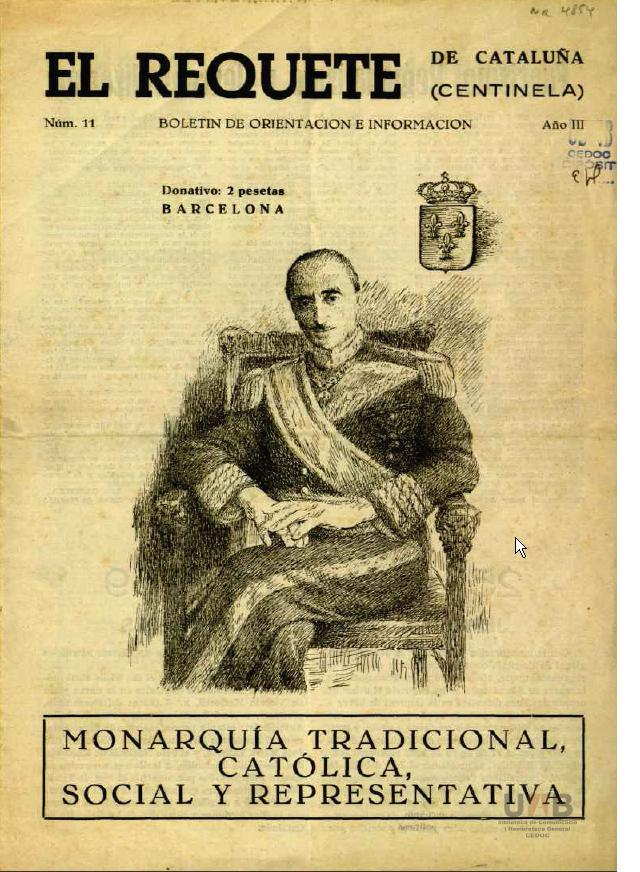
Portada de El Requete de Cataluña, n.º 11 (jul. 1959), donde aparece Javier de Borbón representado como rey con el Toisón de Oro.

Ese mismo año de 1955 Javier dio un giro a su estrategia respecto al franquismo, dejando de lado la postura de enfrentamiento con el mismo. Para ello destituyó a Fal Conde y nombró una junta presidida por José María Valiente, que realizó hasta 1967 una política de colaboración con el régimen. A pesar de haberse declarado rey legítimo de España en 1952, en los siguientes años se mostró vacilante en relación con aquella reclamación, que llegó a considerar que había sido prematura. El 17 de enero de 1956, ante el Consejo Nacional de la Comunión Tradicionalista, se definió como el mero depositario de la legitimidad carlista y expuso las ventajas de la política colaboracionista, a fin de lograr la evolución del régimen hacia la monarquía tradicional propugnada por el carlismo. Javier, más interesado en el triunfo del tradicionalismo que en los derechos que él mismo pudiera tener a la corona, planteó incluso la posibilidad de que Juan Carlos, el hijo de Juan de Borbón, pudiera llegar a ser un rey tradicionalista. Sin embargo, por presión de sus consejeros, Javier se vio obligado a leer una nota redactada por Rafael Gambra reflejando el unánime criterio de repulsa a Juan y ratificando el compromiso de Barcelona de 1952.

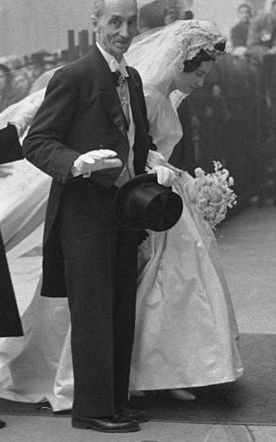
Javier de Borbón y Braganza el día de la boda de su hija la Infanta Francisca en 1960.

Ante el proyecto de ley de libertad de cultos del ministro de Exteriores Fernando María Castiella anunciado en 1962, y frente a las nuevas tendencias modernistas en el seno de la Iglesia que promovían el principio de libertad de cultos al iniciarse el Concilio Vaticano Segundo, en mayo de 1963 Javier hizo redactar en su nombre un manifiesto en defensa de la «Unidad Católica de España», firmado por el jefe delegado José María Valiente y los jefes regionales.

### De la Comunión Tradicionalista al Partido Carlista
Sin embargo, la aceptación final por parte de la Iglesia del principio de libertad de cultos y de otras ideas progresistas que hasta entonces habían sido contrarias a la doctrina católica, facilitaría a la Secretaría Política de Carlos Hugo —que promovía cambios doctrinales en el carlismo en sentido progresista— ir ganando peso en la dirección de la Comunión Tradicionalista. De este modo, en abril de 1965 era creada una nueva Secretaría Técnica, con alto poder de decisión en la cúpula del carlismo, integrada por los secretarios de Carlos Hugo y presidida por José María de Zavala, lo que los carlistas descontentos con el posterior viraje ideológico dieron en llamar «golpe de Estado de los secretarios».
Debido al nuevo tono de las declaraciones carlistas, en octubre del siguiente año Javier reconoció que había recibido muchas cartas de distintas provincias españolas procedentes de jefes carlistas, amigos suyos, antiguos requetés y jóvenes descontentos con la actuación de la Secretaría Técnica que dirigía Zavala bajo el auspicio del príncipe Carlos Hugo, a quien llegaban a acusar de traidor. Javier negaría mala voluntad por parte de la Secretaría, si bien afirmó que existía «una larga conspiración europea para deshacer el Carlismo con mentiras y calumnias» para beneficiar en España a los «progresistas, rojos y comunistas» y que habían sido falsificados documentos a los que se atribuía su autoría. En diciembre de 1966 el pretendiente manifestó inquietud por las reacciones en España y en Europa posteriores al Concilio Vaticano II y afirmó que había pasado «un año muy penosos y doloroso, defendiendo la verdad, y haciendo lo posible para calmar a los nuestros y a los enemigos». En opinión de Javier, se había malinterpretado el sentido de la palabra aggiornamento pronunciada por el papa Juan XXIII, que significaría "aplazamiento" y "no puesta al día".
El 10 de mayo de 1967 los secretarios de Carlos Hugo manifestaron que abandonaban el carlismo, debido a su «identificación con los elementos antidemocráticos» y las «censuras al pensamiento posconciliar». Ese año Carlos Hugo volvía a reivindicar la vigencia de los principios del 18 de Julio. En un acto celebrado en Fátima (Portugal) el 8 de diciembre de 1967, Javier otorgó el título de "duque del Quintillo" a Manuel Fal Conde. Fue el único título nobiliario que concedió como jefe de la dinastía carlista. 
El 26 de diciembre de 1968 la familia real carlista era expulsada nuevamente de España, so pretexto de que «incumplen las disposiciones que regulan la residencia de extranjeros en España». Poco después Juan Carlos de Borbón era designado sucesor de Franco a título de rey. Esto supuso el abandono brusco de la estrategia que consistía en bascular entre la oposición y la colaboración con el régimen franquista, y se retomó la retórica izquierdista en el seno de la Comunión Tradicionalista.
Tras sufrir un grave accidente de tráfico, en febrero de 1972 Javier concedió plenos poderes a su primogénito, Carlos Hugo, para dirigir el nuevo Partido Carlista, que rechazó el tradicionalismo carlista y propugnó la ideología socialista autogestionaria. Durante esos años, aparecieron en nombre de Javier diversos manifiestos izquierdistas, que algunos sectores tradicionalistas negaron que fuesen atribuibles a su rey. En medio de un descontento cada vez mayor, en 1973 los carlistas valencianos del Círculo Aparisi y Guijarro manifestaron en su boletín que aquellos conceptos disonaban del clásico estilo, vocabulario y pensamiento de Javier, y que la nueva dirección del partido se estaba aprovechando de la lealtad de los carlistas hacia su viejo rey «para colar en las conciencias patrones ideológicos prefabricados».
Según afirma Ramón María Rodón, en la década de 1970 Javier se encontraba ya muy debilitado física y mentalmente, razón por la que su primogénito y sus hijas María Teresa, Cecilia y María de las Nieves «lo manejaban y lo instrumentalizaban con mucha facilidad», haciéndole firmar documentos de cuyo contenido no se enteraba.
El 6 de abril de 1975 diversos tradicionalistas disconformes con la política desarrollada por el Partido Carlista se reunieron en Madrid y decidieron escribir una carta colectiva de protesta a Javier. Pero antes de ser enviada la carta se produjo la noticia de la abdicación de Javier en su hijo Carlos Hugo, realizada el 20 de abril. Sin embargo la carta fue enviada igualmente, constando su acuse de recibo con fecha de 28 de abril. No hubo ninguna respuesta de Javier a esta carta. Posteriormente, el 22 de septiembre apareció en escena su hijo Sixto Enrique, que se negó a guardar lealtad a su hermano Carlos Hugo, por considerar que había abandonado los principios básicos del carlismo.
En los últimos años de su vida, la disputa política entre sus hijos Carlos Hugo y Sixto Enrique le provocaron grandes preocupaciones. Con motivo de los sucesos de Montejurra en 1976, escribió a su hermana Enriqueta que tenían grandes dificultades en España donde «los carlistas se han enfrentado a los revolucionarios y hemos tenido muertos y heridos».
Poco después de los sucesos Montejurra, la revista Triunfo publicó una supuesta entrevista de Ramón Chao a Javier en la que este, al estilo de José Carlos Clemente, habría repasado toda su trayectoria biográfica y desautorizado a su hijo Sixto Enrique por sus pronunciamientos públicos en contra de la línea política del Partido Carlista.

### Reafirmación del tradicionalismo y muerte
En su última entrevista, concedida a Alfredo Amestoy en La Actualidad Española el 4 de marzo de 1977 (que incluía fotografías de la misma), Javier se mostraba junto a su hijo Sixto Enrique y reafirmaba el pensamiento carlista tradicional, condenando expresamente «el marxismo y el separatismo» en un manifiesto. Carlos Hugo denunció entonces que Sixto había secuestrado a su padre, lo cual fue desmentido oficialmente por la secretaría personal de Javier, que calificó la denuncia como «una baja maniobra política» debido a que el jefe de la Casa Carlista se había negado a apoyar «ciertas iniciativas cuyo contenido marxista o socialista es contrario a los ideales del carlismo». Según su secretaría, esta denuncia provocó que Javier tuviera que ser hospitalizado, muy afectado por el escándalo generado.
Poco después apareció con su firma otro manifiesto político, contradictorio con el anterior. La mujer de Javier, Magadalena de Borbón-Busset, publicó entonces un comunicado afirmando que Sixto no había secuestrado a su padre y que, en cambio, sus hijos Cecilia y Carlos Hugo lo habían sacado del hospital donde se hallaba ingresado, en contra de las indicaciones de los médicos, para llevarlo ante un notario desconocido y obligarle a hacer una declaración a favor de Carlos Hugo y «contraria al auténtico Tradicionalismo».
Javier de Borbón Parma falleció poco después de estos sucesos, el 7 de mayo de 1977, en su residencia suiza de Coira, a la edad de 87 años. El ataúd fue cubierto con una bandera española y una boina roja. Tras el funeral familiar, sus restos mortales fueron sepultados en la abadía benedictina de Solesmes. Magdalena culpó de la muerte de su marido a su hijo Carlos Hugo y a otras tres de sus hijas, repudiándolos.

## Trabajos publicados
- Les accords secrets franco-anglais de décembre 1940. París: Plon, 1949.
- Les chevaliers du Saint-Sépulcre. París: A. Fayard, 1957.

## Matrimonio y descendencia
El 12 de noviembre de 1927 contrajo matrimonio con María Magdalena de Borbón-Busset (1897-1984), hija de Jorge Luis de Borbón Busset, conde de Lignières (1860-1932), y de María Juana de Kerret de Quillien (1866-1958). Jaime de Borbón y Borbón-Parma (para los carlistas, rey legítimo de España y jefe de la Casa de Borbón en aquel momento) dio su licencia y plena aprobación al matrimonio. Sin embargo, su hermano Elías, duque de Parma, a quien había llevado a los tribunales franceses por una parte de la herencia de su padre, se negó a reconocer su matrimonio y lo declaró morganático, ya que María Magdalena no pertenecía a una familia real reinante o que hubiera reinado, ni a una familia mediatizada, sino que pertenecía a una supuesta rama bastarda y no dinástica de la Casa de Borbón y era contrario a las costumbres de matrimonios entre iguales de la Casa de Borbón y a las leyes dictadas en la Pragmática Sanción de 1776 aplicables tanto en España como en Parma. El príncipe Elías se mantuvo en su posición hasta su muerte en 1959. Después de la muerte de Elías, el matrimonio fue reconocido como dinástico por Roberto II de Parma, hijo de Elías y sobrino de Francisco Javier, que tenía ya 50 años y era soltero. Francisco Javier y Magdalena tuvieron seis hijos:
- Francisca María (n. el 19 de agosto de 1928).
- Carlos Hugo (8 de abril de 1930 - 18 de agosto de 2010).
- María Teresa (28 de julio de 1933 - 26 de marzo de 2020).[35]
- Cecilia María (12 de abril de 1935 - 1 de septiembre de 2021).
- María de las Nieves (n. el 29 de abril de 1937).
- Sixto Enrique (n. el 22 de julio de 1940).

## Ancestros
| \| \| \| \| \| \| \| \| \| \| \| \| \| \| \| \| \| \| \| \| 16. Luis I, rey de Etruria \| \| \| \| \| \| \| \| \| \| \| \| \| \| \| \| \| \| \| \| \| \| \| \| \| \| \| \| \| \| \| \| \| \| \| \| \| \| \| \| \| \| \| \| \| \| \| \| \| \| \| \| \| \| 8. Carlos II, duque de Parma \| \| \| \| \| \| \| \| \| \| \| \| \| \| \| \| \| \| \| \| \| \| \| \| \| \| \| \| \| \| \| \| \| \| \| \| \| \| \| \| \| \| \| \| \| \| \| \| \| \| \| \| \| \| 17. Infanta María Luisa de España \| \| \| \| \| \| \| \| \| \| \| \| \| \| \| \| \| \| \| \| \| \| \| \| \| \| \| \| \| \| \| \| \| \| \| \| \| \| \| \| \| \| \| \| \| \| \| \| \| \| \| \| \| \| 4. Carlos III, duque de Parma \| \| \| \| \| \| \| \| \| \| \| \| \| \| \| \| \| \| \| \| \| \| \| \| \| \| \| \| \| \| \| \| \| \| \| \| \| \| \| \| \| \| \| \| \| \| \| \| \| \| \| \| \| \| 18. Víctor Manuel I, rey de Cerdeña \| \| \| \| \| \| \| \| \| \| \| \| \| \| \| \| \| \| \| \| \| \| \| \| \| \| \| \| \| \| \| \| \| \| \| \| \| \| \| \| \| \| \| \| \| \| \| \| \| \| \| \| \| \| 9. Princesa María Teresa de Cerdeña \| \| \| \| \| \| \| \| \| \| \| \| \| \| \| \| \| \| \| \| \| \| \| \| \| \| \| \| \| \| \| \| \| \| \| \| \| \| \| \| \| \| \| \| \| \| \| \| \| \| \| \| \| \| 19. Archiduquesa María Teresa de Austria-Este \| \| \| \| \| \| \| \| \| \| \| \| \| \| \| \| \| \| \| \| \| \| \| \| \| \| \| \| \| \| \| \| \| \| \| \| \| \| \| \| \| \| \| \| \| \| \| \| \| \| \| \| \| \| 2. Roberto I, duque de Parma \| \| \| \| \| \| \| \| \| \| \| \| \| \| \| \| \| \| \| \| \| \| \| \| \| \| \| \| \| \| \| \| \| \| \| \| \| \| \| \| \| \| \| \| \| \| \| \| \| \| \| \| \| \| 20. Carlos X, rey de Francia \| \| \| \| \| \| \| \| \| \| \| \| \| \| \| \| \| \| \| \| \| \| \| \| \| \| \| \| \| \| \| \| \| \| \| \| \| \| \| \| \| \| \| \| \| \| \| \| \| \| \| \| \| \| 10. Príncipe Carlos de Francia, duque de Berry \| \| \| \| \| \| \| \| \| \| \| \| \| \| \| \| \| \| \| \| \| \| \| \| \| \| \| \| \| \| \| \| \| \| \| \| \| \| \| \| \| \| \| \| \| \| \| \| \| \| \| \| \| \| 21. Princesa María Teresa de Cerdeña \| \| \| \| \| \| \| \| \| \| \| \| \| \| \| \| \| \| \| \| \| \| \| \| \| \| \| \| \| \| \| \| \| \| \| \| \| \| \| \| \| \| \| \| \| \| \| \| \| \| \| \| \| \| 5. Princesa Luisa de Francia \| \| \| \| \| \| \| \| \| \| \| \| \| \| \| \| \| \| \| \| \| \| \| \| \| \| \| \| \| \| \| \| \| \| \| \| \| \| \| \| \| \| \| \| \| \| \| \| \| \| \| \| \| \| 22. Francisco I, rey de las Dos Sicilias \| \| \| \| \| \| \| \| \| \| \| \| \| \| \| \| \| \| \| \| \| \| \| \| \| \| \| \| \| \| \| \| \| \| \| \| \| \| \| \| \| \| \| \| \| \| \| \| \| \| \| \| \| \| 11. Princesa María Carolina de las Dos Sicilias \| \| \| \| \| \| \| \| \| \| \| \| \| \| \| \| \| \| \| \| \| \| \| \| \| \| \| \| \| \| \| \| \| \| \| \| \| \| \| \| \| \| \| \| \| \| \| \| \| \| \| \| \| \| 23. Archiduquesa María Clementina de Austria \| \| \| \| \| \| \| \| \| \| \| \| \| \| \| \| \| \| \| \| \| \| \| \| \| \| \| \| \| \| \| \| \| \| \| \| \| \| \| \| \| \| \| \| \| \| \| \| \| \| \| \| \| \| 1. Javier, duque de Parma \| \| \| \| \| \| \| \| \| \| \| \| \| \| \| \| \| \| \| \| \| \| \| \| \| \| \| \| \| \| \| \| \| \| \| \| \| \| \| \| \| \| \| \| \| \| \| \| \| \| \| \| \| \| 24. Pedro III, rey de Portugal \| \| \| \| \| \| \| \| \| \| \| \| \| \| \| \| \| \| \| \| \| \| \| \| \| \| \| \| \| \| \| \| \| \| \| \| \| \| \| \| \| \| \| \| \| \| \| \| \| \| \| \| \| \| 12. Juan VI, rey de Portugal \| \| \| \| \| \| \| \| \| \| \| \| \| \| \| \| \| \| \| \| \| \| \| \| \| \| \| \| \| \| \| \| \| \| \| \| \| \| \| \| \| \| \| \| \| \| \| \| \| \| \| \| \| \| 25. María I, reina de Portugal \| \| \| \| \| \| \| \| \| \| \| \| \| \| \| \| \| \| \| \| \| \| \| \| \| \| \| \| \| \| \| \| \| \| \| \| \| \| \| \| \| \| \| \| \| \| \| \| \| \| \| \| \| \| 6. Miguel I, rey de Portugal \| \| \| \| \| \| \| \| \| \| \| \| \| \| \| \| \| \| \| \| \| \| \| \| \| \| \| \| \| \| \| \| \| \| \| \| \| \| \| \| \| \| \| \| \| \| \| \| \| \| \| \| \| \| 26. Carlos IV, rey de España \| \| \| \| \| \| \| \| \| \| \| \| \| \| \| \| \| \| \| \| \| \| \| \| \| \| \| \| \| \| \| \| \| \| \| \| \| \| \| \| \| \| \| \| \| \| \| \| \| \| \| \| \| \| 13. Infanta Carlota Joaquina de España \| \| \| \| \| \| \| \| \| \| \| \| \| \| \| \| \| \| \| \| \| \| \| \| \| \| \| \| \| \| \| \| \| \| \| \| \| \| \| \| \| \| \| \| \| \| \| \| \| \| \| \| \| \| 27. Princesa María Luisa de Parma \| \| \| \| \| \| \| \| \| \| \| \| \| \| \| \| \| \| \| \| \| \| \| \| \| \| \| \| \| \| \| \| \| \| \| \| \| \| \| \| \| \| \| \| \| \| \| \| \| \| \| \| \| \| 3. Infanta María Antonia de Braganza \| \| \| \| \| \| \| \| \| \| \| \| \| \| \| \| \| \| \| \| \| \| \| \| \| \| \| \| \| \| \| \| \| \| \| \| \| \| \| \| \| \| \| \| \| \| \| \| \| \| \| \| \| \| 28. Carlos Tomás, V príncipe de Löwenstein-Wertheim-Rosenberg \| \| \| \| \| \| \| \| \| \| \| \| \| \| \| \| \| \| \| \| \| \| \| \| \| \| \| \| \| \| \| \| \| \| \| \| \| \| \| \| \| \| \| \| \| \| \| \| \| \| \| \| \| \| 14. Constantino, príncipe heredero de Löwenstein-Wertheim-Rosenberg \| \| \| \| \| \| \| \| \| \| \| \| \| \| \| \| \| \| \| \| \| \| \| \| \| \| \| \| \| \| \| \| \| \| \| \| \| \| \| \| \| \| \| \| \| \| \| \| \| \| \| \| \| \| 29. Condesa Sofía de Windisch-Grätz \| \| \| \| \| \| \| \| \| \| \| \| \| \| \| \| \| \| \| \| \| \| \| \| \| \| \| \| \| \| \| \| \| \| \| \| \| \| \| \| \| \| \| \| \| \| \| \| \| \| \| \| \| \| 7. Princesa Adelaida de Löwenstein-Wertheim-Rosenberg \| \| \| \| \| \| \| \| \| \| \| \| \| \| \| \| \| \| \| \| \| \| \| \| \| \| \| \| \| \| \| \| \| \| \| \| \| \| \| \| \| \| \| \| \| \| \| \| \| \| \| \| \| \| 30. Carlos Luis, III príncipe de Hohenlohe-Langenburg \| \| \| \| \| \| \| \| \| \| \| \| \| \| \| \| \| \| \| \| \| \| \| \| \| \| \| \| \| \| \| \| \| \| \| \| \| \| \| \| \| \| \| \| \| \| \| \| \| \| \| \| \| \| 15. Princesa Inés de Hohenlohe-Langenburg \| \| \| \| \| \| \| \| \| \| \| \| \| \| \| \| \| \| \| \| \| \| \| \| \| \| \| \| \| \| \| \| \| \| \| \| \| \| \| \| \| \| \| \| \| \| \| \| \| \| \| \| \| \| 31. Condesa Amalia Enriqueta de Solms-Baruth \| \| \| \| \| \| \| \| \| \| \| \| \| \| \| \| \| \| \| \| \| \| \| \| \| \| \| \| \| \| \| \| \| \| \| \| \| \| \| \| \| \| \| \| \| \| \| \| \| \| \| \| |                                                                     |  |  |  |  |  |  |  |  |  |  |  |  |  |  |  |
| |                                                                     |  |  |  |  |  |  |  |  |  |  |  |  |  |  |  |
| | 16. Luis I, rey de Etruria                                          |  |  |  |  |  |  |  |  |  |  |  |  |  |  |  |
| |                                                                     |  |  |  |  |  |  |  |  |  |  |  |  |  |  |  |
| |                                                                     |  |  |  |  |  |  |  |  |  |  |  |  |  |  |  |
| | 8. Carlos II, duque de Parma                                        |  |  |  |  |  |  |  |  |  |  |  |  |  |  |  |
| |                                                                     |  |  |  |  |  |  |  |  |  |  |  |  |  |  |  |
| |                                                                     |  |  |  |  |  |  |  |  |  |  |  |  |  |  |  |
| | 17. Infanta María Luisa de España                                   |  |  |  |  |  |  |  |  |  |  |  |  |  |  |  |
| |                                                                     |  |  |  |  |  |  |  |  |  |  |  |  |  |  |  |
| |                                                                     |  |  |  |  |  |  |  |  |  |  |  |  |  |  |  |
| | 4. Carlos III, duque de Parma                                       |  |  |  |  |  |  |  |  |  |  |  |  |  |  |  |
| |                                                                     |  |  |  |  |  |  |  |  |  |  |  |  |  |  |  |
| |                                                                     |  |  |  |  |  |  |  |  |  |  |  |  |  |  |  |
| | 18. Víctor Manuel I, rey de Cerdeña                                 |  |  |  |  |  |  |  |  |  |  |  |  |  |  |  |
| |                                                                     |  |  |  |  |  |  |  |  |  |  |  |  |  |  |  |
| |                                                                     |  |  |  |  |  |  |  |  |  |  |  |  |  |  |  |
| | 9. Princesa María Teresa de Cerdeña                                 |  |  |  |  |  |  |  |  |  |  |  |  |  |  |  |
| |                                                                     |  |  |  |  |  |  |  |  |  |  |  |  |  |  |  |
| |                                                                     |  |  |  |  |  |  |  |  |  |  |  |  |  |  |  |
| | 19. Archiduquesa María Teresa de Austria-Este                       |  |  |  |  |  |  |  |  |  |  |  |  |  |  |  |
| |                                                                     |  |  |  |  |  |  |  |  |  |  |  |  |  |  |  |
| |                                                                     |  |  |  |  |  |  |  |  |  |  |  |  |  |  |  |
| | 2. Roberto I, duque de Parma                                        |  |  |  |  |  |  |  |  |  |  |  |  |  |  |  |
| |                                                                     |  |  |  |  |  |  |  |  |  |  |  |  |  |  |  |
| |                                                                     |  |  |  |  |  |  |  |  |  |  |  |  |  |  |  |
| | 20. Carlos X, rey de Francia                                        |  |  |  |  |  |  |  |  |  |  |  |  |  |  |  |
| |                                                                     |  |  |  |  |  |  |  |  |  |  |  |  |  |  |  |
| |                                                                     |  |  |  |  |  |  |  |  |  |  |  |  |  |  |  |
| | 10. Príncipe Carlos de Francia, duque de Berry                      |  |  |  |  |  |  |  |  |  |  |  |  |  |  |  |
| |                                                                     |  |  |  |  |  |  |  |  |  |  |  |  |  |  |  |
| |                                                                     |  |  |  |  |  |  |  |  |  |  |  |  |  |  |  |
| | 21. Princesa María Teresa de Cerdeña                                |  |  |  |  |  |  |  |  |  |  |  |  |  |  |  |
| |                                                                     |  |  |  |  |  |  |  |  |  |  |  |  |  |  |  |
| |                                                                     |  |  |  |  |  |  |  |  |  |  |  |  |  |  |  |
| | 5. Princesa Luisa de Francia                                        |  |  |  |  |  |  |  |  |  |  |  |  |  |  |  |
| |                                                                     |  |  |  |  |  |  |  |  |  |  |  |  |  |  |  |
| |                                                                     |  |  |  |  |  |  |  |  |  |  |  |  |  |  |  |
| | 22. Francisco I, rey de las Dos Sicilias                            |  |  |  |  |  |  |  |  |  |  |  |  |  |  |  |
| |                                                                     |  |  |  |  |  |  |  |  |  |  |  |  |  |  |  |
| |                                                                     |  |  |  |  |  |  |  |  |  |  |  |  |  |  |  |
| | 11. Princesa María Carolina de las Dos Sicilias                     |  |  |  |  |  |  |  |  |  |  |  |  |  |  |  |
| |                                                                     |  |  |  |  |  |  |  |  |  |  |  |  |  |  |  |
| |                                                                     |  |  |  |  |  |  |  |  |  |  |  |  |  |  |  |
| | 23. Archiduquesa María Clementina de Austria                        |  |  |  |  |  |  |  |  |  |  |  |  |  |  |  |
| |                                                                     |  |  |  |  |  |  |  |  |  |  |  |  |  |  |  |
| |                                                                     |  |  |  |  |  |  |  |  |  |  |  |  |  |  |  |
| | 1. Javier, duque de Parma                                           |  |  |  |  |  |  |  |  |  |  |  |  |  |  |  |
| |                                                                     |  |  |  |  |  |  |  |  |  |  |  |  |  |  |  |
| |                                                                     |  |  |  |  |  |  |  |  |  |  |  |  |  |  |  |
| | 24. Pedro III, rey de Portugal                                      |  |  |  |  |  |  |  |  |  |  |  |  |  |  |  |
| |                                                                     |  |  |  |  |  |  |  |  |  |  |  |  |  |  |  |
| |                                                                     |  |  |  |  |  |  |  |  |  |  |  |  |  |  |  |
| | 12. Juan VI, rey de Portugal                                        |  |  |  |  |  |  |  |  |  |  |  |  |  |  |  |
| |                                                                     |  |  |  |  |  |  |  |  |  |  |  |  |  |  |  |
| |                                                                     |  |  |  |  |  |  |  |  |  |  |  |  |  |  |  |
| | 25. María I, reina de Portugal                                      |  |  |  |  |  |  |  |  |  |  |  |  |  |  |  |
| |                                                                     |  |  |  |  |  |  |  |  |  |  |  |  |  |  |  |
| |                                                                     |  |  |  |  |  |  |  |  |  |  |  |  |  |  |  |
| | 6. Miguel I, rey de Portugal                                        |  |  |  |  |  |  |  |  |  |  |  |  |  |  |  |
| |                                                                     |  |  |  |  |  |  |  |  |  |  |  |  |  |  |  |
| |                                                                     |  |  |  |  |  |  |  |  |  |  |  |  |  |  |  |
| | 26. Carlos IV, rey de España                                        |  |  |  |  |  |  |  |  |  |  |  |  |  |  |  |
| |                                                                     |  |  |  |  |  |  |  |  |  |  |  |  |  |  |  |
| |                                                                     |  |  |  |  |  |  |  |  |  |  |  |  |  |  |  |
| | 13. Infanta Carlota Joaquina de España                              |  |  |  |  |  |  |  |  |  |  |  |  |  |  |  |
| |                                                                     |  |  |  |  |  |  |  |  |  |  |  |  |  |  |  |
| |                                                                     |  |  |  |  |  |  |  |  |  |  |  |  |  |  |  |
| | 27. Princesa María Luisa de Parma                                   |  |  |  |  |  |  |  |  |  |  |  |  |  |  |  |
| |                                                                     |  |  |  |  |  |  |  |  |  |  |  |  |  |  |  |
| |                                                                     |  |  |  |  |  |  |  |  |  |  |  |  |  |  |  |
| | 3. Infanta María Antonia de Braganza                                |  |  |  |  |  |  |  |  |  |  |  |  |  |  |  |
| |                                                                     |  |  |  |  |  |  |  |  |  |  |  |  |  |  |  |
| |                                                                     |  |  |  |  |  |  |  |  |  |  |  |  |  |  |  |
| | 28. Carlos Tomás, V príncipe de Löwenstein-Wertheim-Rosenberg       |  |  |  |  |  |  |  |  |  |  |  |  |  |  |  |
| |                                                                     |  |  |  |  |  |  |  |  |  |  |  |  |  |  |  |
| |                                                                     |  |  |  |  |  |  |  |  |  |  |  |  |  |  |  |
| | 14. Constantino, príncipe heredero de Löwenstein-Wertheim-Rosenberg |  |  |  |  |  |  |  |  |  |  |  |  |  |  |  |
| |                                                                     |  |  |  |  |  |  |  |  |  |  |  |  |  |  |  |
| |                                                                     |  |  |  |  |  |  |  |  |  |  |  |  |  |  |  |
| | 29. Condesa Sofía de Windisch-Grätz                                 |  |  |  |  |  |  |  |  |  |  |  |  |  |  |  |
| |                                                                     |  |  |  |  |  |  |  |  |  |  |  |  |  |  |  |
| |                                                                     |  |  |  |  |  |  |  |  |  |  |  |  |  |  |  |
| | 7. Princesa Adelaida de Löwenstein-Wertheim-Rosenberg               |  |  |  |  |  |  |  |  |  |  |  |  |  |  |  |
| |                                                                     |  |  |  |  |  |  |  |  |  |  |  |  |  |  |  |
| |                                                                     |  |  |  |  |  |  |  |  |  |  |  |  |  |  |  |
| | 30. Carlos Luis, III príncipe de Hohenlohe-Langenburg               |  |  |  |  |  |  |  |  |  |  |  |  |  |  |  |
| |                                                                     |  |  |  |  |  |  |  |  |  |  |  |  |  |  |  |
| |                                                                     |  |  |  |  |  |  |  |  |  |  |  |  |  |  |  |
| | 15. Princesa Inés de Hohenlohe-Langenburg                           |  |  |  |  |  |  |  |  |  |  |  |  |  |  |  |
| |                                                                     |  |  |  |  |  |  |  |  |  |  |  |  |  |  |  |
| |                                                                     |  |  |  |  |  |  |  |  |  |  |  |  |  |  |  |
| | 31. Condesa Amalia Enriqueta de Solms-Baruth                        |  |  |  |  |  |  |  |  |  |  |  |  |  |  |  |
| |                                                                     |  |  |  |  |  |  |  |  |  |  |  |  |  |  |  |
| |                                                                     |  |  |  |  |  |  |  |  |  |  |  |  |  |  |  |

| Predecesor: Alfonso Carlos I    | Pretendiente carlista al trono de España (hasta 1952 como regente) 1936-1975 | Sucesor: Carlos Hugo I — Regencia de Sixto Enrique |
| Predecesor: Roberto II de Parma | Duque de Parma, Guastalla y Plasencia 1974-1975                              | Sucesor: Carlos IV de Parma                        |